# Лавинг против Виргинии
Лавинг против Виргинии 388 U.S. 1 (1967) — историческое решение Верховного суда США, установившее свободу смешанных браков. Решение было поддержано единогласно всеми членами суда.

## Обстоятельства

В какие годы в штатах США был снят запрет смешанных браков

С 1924 года в штате Виргиния были законодательно запрещены смешанные браки. На его основании были арестованы супруги Лавинг — Ричард Перри Лавинг (1933—1975; белый мужчина) и Милдред Лавинг (1939—2008; в девичестве — Милдред Делорес Джетер; чернокожая женщина афро-индейского происхождения). Они заключили брак в округе Колумбия, но вернулись на постоянное жительство в Виргинию.
6 января 1959 года они предстали перед судом и были приговорены к году лишения свободы. Им была предоставлена отсрочка на 25 лет, с условием, что они покинут штат.
Американский союз защиты гражданских свобод от их имени подал иск с требованием снять обвинение, мотивировав требование нарушением Четырнадцатой поправки к Конституции.
Также был подан иск в Федеральный районный суд по Восточному округу Виргинии, который приказал Верховному суду Виргинии рассмотреть иск супругов Лавинг. Суд не усмотрел нарушения Четырнадцатой поправки. Суд сослался на прецедент, установленный по делу Нейм против Нейм (1955). Белые и чёрные граждане подвергались одинаковым по тяжести наказаниям за нарушение законодательства о смешанных браках.
В то время существовал аналогичный прецедент, установленный Верховным судом (Пейс против Алабамы).

## В культуре
Судебный процесс и его решение легли в основу фильма Джеффа Николса «Лавинг», представленного 16 мая 2016 года на Каннском кинофестивале.